# Provaci ancora mamma
Provaci ancora mamma (Bunny O'Hare) è un film del 1971 diretto da Gerd Oswald.